# Matthäuskirche (Darmstadt)

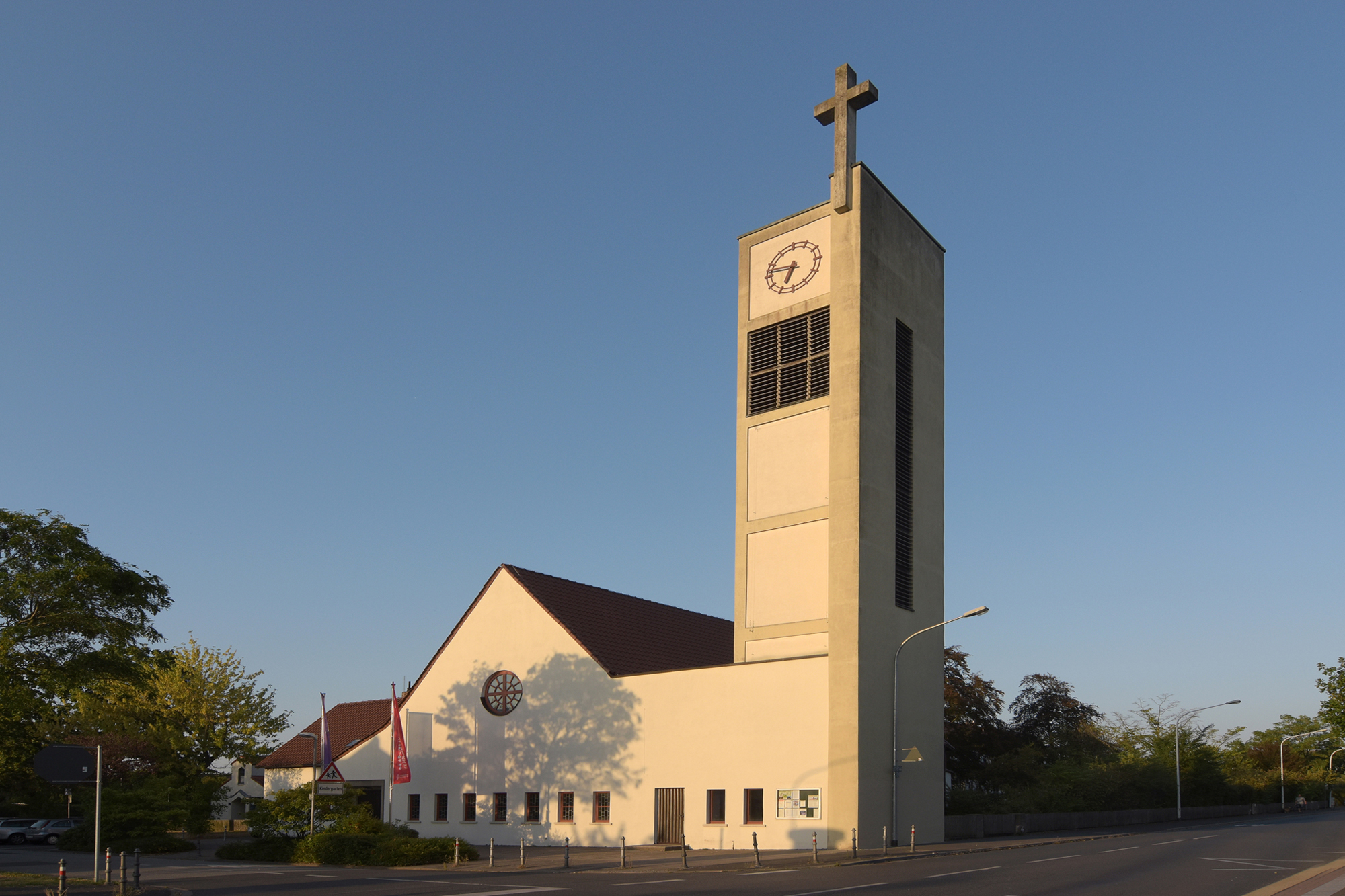
Matthäusgemeinde

Die Matthäuskirche ist eine evangelische Kirche im Bezirk Heimstättensiedlung in Darmstadt-West, einem Stadtteil von Darmstadt in Südhessen.

## Kirche
Die Matthäuskirche ist eine von 49 nach dem Zweiten Weltkrieg errichteten Notkirchen. Sie wurde in den Jahren 1949/50 nach Plänen von Otto Bartning in Eigenhilfe von Gemeindemitgliedern erbaut und steht heute unter Denkmalschutz.
Das Notkirchenprogramm war ein Holzbausatz-System, bei dem alles, vom Dachsparren bis zur Altardecke, nach Katalog bestellt werden konnte. Im Gegensatz zu einigen anderen Notkirchen in Deutschland – bei denen eine nur teilweise zerstörte Kirche saniert wurde – entstand die Matthäuskirche komplett neu.
Die Darmstädter Heimstättensiedlung hatte zuvor kein eigenes evangelisches Kirchenbauwerk. Die Gemeindemitglieder setzten den Bausatz selbst, innerhalb von 1.500 Arbeitsstunden, zusammen. Die Grundsteinlegung fand am 3. September 1949 statt. Eingeweiht wurde die Kirche am 19. März 1950.
Im Jahre 1953 begann die Matthäusgemeinde mit dem Bau ihres benachbarten Gemeindezentrums.
1959 entwarf Bartning den aus Beton erbauten Glockenturm. Im Jahre 1960 wurden die vier Kirchenglocken eingeweiht.
Die vorgefertigten Holzleimbinder wurden im Inneren – mit dem für den Darmstädter Wiederaufbau typischen „Trümmersplittstein“ – ausgemauert. Die Trümmersplittsteine wurden nicht verputzt. Der Heidelberger Maler Will Sohl gestaltete die groben, grauen Wände mit biblischen Motiven in Eitempera.
Die Matthäuskirche ist komplett, inklusive ihrer Inneneinrichtung, erhalten geblieben.
Das Kirchenbauwerk repräsentiert den „Typ B“ mit einem polygonalen Altarraum – der insgesamt vier Grundrissvarianten des Bartningschen Notkirchen-Programms – und ist deshalb in Form und Ausstattung repräsentativ für das Notkirchen-Programm.

## Gemeinde
Die Matthäusgemeinde ist 1935, bedingt durch die Entstehung der Heimstättensiedlung, durch Abtrennung der Gebiete westlich der Heidelberger Straße aus der Petrusgemeinde entstanden.
Nach dem Zweiten Weltkrieg hat sich die Matthäusgemeinde durch den weiteren Ausbau der Heimstättensiedlung vergrößert.
Die Kirchengemeinde umfasst heute die Heimstättensiedlung, das Industriegebiet Süd-West westlich der Bahnlinie Darmstadt–Heidelberg und die westlichen Teile von Bessungen zwischen Eschollbrücker Straße, Donnersbergring und Rüdesheimer Straße.
Die Gemeinde verfügt über eine Kindertagesstätte (erweitert 1997), ein Kinder- und Jugendhaus (errichtet 1990) mit einer angegliederten Lern- und Spielstube sowie über ein Gemeindehaus (umgebaut 1998).
Besondere Schwerpunkte der Gemeindearbeit sind:
- die Gottesdienste,
- die Kinder- und Jugendarbeit,
- die Frauenhilfe,
- die Altenarbeit,
- die ökumenische Zusammenarbeit mit der katholischen Pfarrgemeinde Heilig Kreuz.[1]